# Wawrzyniec Dramowicz
Wawrzyniec Lawrence Dramowicz, pseud. Vaaver (ur. 5 marca 1974 w Warszawie) – polski perkusista rockowy, metalowy i klasyczny.

## Życiorys
Absolwent studiów muzycznych na Uniwersytecie McGilla w Montrealu. Posiada także obywatelstwo kanadyjskie.
Członek zespołów Indukti (2003–2011), UnSun (2006–2010), Destruction (2010–2018) i Lunatic Soul, Orkiestry Symfonicznej Filharmonii Narodowej, Sinfonii Varsovii, Orkiestry Polskiego Radia i Telewizji, Filharmonii Dowcipu Waldemara Malickiego, były muzyk Montrealskiej Orkiestry Symfonicznej.
Nauczyciel w klasie perkusji w Zespole Państwowych Szkół Muzycznych nr 1 w Warszawie.
Ma dwoje dzieci.

## Dyskografia

### Indukti
| 2004                           | S.U.S.A.R. - Data: 2004 i 2005 - Wydawca: Off Music, Laser Edge   | – |
| 2009                           | Idmen - Data: 2009 - Wydawca: InsideOut Music, Mystic Production, | – |
| "—" pozycja nie była notowana. |                                                                   |   |

### UnSun
| Rok  | Tytuł                                                                                        | Pozycja na liście |
| Rok  | Tytuł                                                                                        | JPN               |
| ---- | -------------------------------------------------------------------------------------------- | ----------------- |
| 2008 | The End of Life - Data: 22 września 2008 - Wydawca: Century Media Records, Mystic Production | 143               |
| 2010 | Clinic For Dolls - Data: 20 września 2010 - Wydawca: Mystic Production, Avalon/Marquee       | 218               |

### Lunatic Soul
| 2008                           | Lunatic Soul - Data: 16 października 2008 - Wydawca: Mystic Production, Snapper Music                | 23 |
| 2010                           | Lunatic Soul II - Data: 25 października 2010 - Wydawca: Mystic Production, Kscope Music              | 13 |
| 2011                           | Impressions - Data: 17 października 2011 - Wydawca: Kscope Music                                     | —  |
| 2014                           | Walking on a Flashlight Beam - Data: 13 października 2014 - Wydawca: Mystic Production, Kscope Music | 11 |
| 2017                           | Fractured - Data: 6 października 2017 - Wydawca: Mystic Production, Kscope Music                     | 4  |
| 2018                           | Under the Fragmented Sky - Data: 25 maja 2018 - Wydawca: Mystic Production, Kscope Music             | 10 |
| "—" pozycja nie była notowana. | |    |

| Rok  | Tytuł        | Pozycja na liście | Album                        |
| Rok  | Tytuł        | LP3               | Album                        |
| ---- | ------------ | ----------------- | ---------------------------- |
| 2010 | "Wanderings" | 28                | Lunatic Soul II              |
| 2014 | "Cold"       | –                 | Walking on a Flashlight Beam |
| 2017 | "Anymore"    | 48                | Fractured                    |
| 2017 | "Moving On"  | –                 | Fractured                    |

### Destruction
| 2011                           | Day of Reckoning - Data: 18 lutego 2011 - Wydawca: Nuclear Blast      | 95 | 149 | —  | 58 |
| 2012                           | Spiritual Genocide - Data: 23 listopada 2012 - Wydawca: Nuclear Blast | —  | 165 | —  | —  |
| 2016                           | Under Attack - Data: 13 maja 2016 - Wydawca: Nuclear Blast            | 68 | 126 | 90 | —  |
| "—" pozycja nie była notowana. |                                                                       |    |     |    |    |

| 2017                           | Thrash Anthems II - Data: 10 listopada 2017 - Wydawca: Nuclear Blast | — |
| "—" pozycja nie była notowana. |                                                                      |   |

### Natalia Sikora
| Rok  | Tytuł                                                     | Pozycja na liście |
| Rok  | Tytuł                                                     | POL               |
| ---- | --------------------------------------------------------- | ----------------- |
| 2019 | Ailatan - Data: 24 maja 2019 - Wydawca: Wydawnictwo Agora |                   |

### Dyskografia klasyczna
- Ian Hobson / Sinfonia Varsovia. Don Gillis: Star-Spangled Symphony; Amarillo; Dance Symphony Released: 2003, Label: Albany Records – TROY618
- Ian Hobson / Sinfonia Varsovia – Quincy Porter: Symphony No. 1; Poem & Dance; Symphony No. 2  Albany Records TROY574 rok: 2003
- Krzysztof Herdzin, Sinfonia Varsovia – Symphonicum Label: Universal Music Polska  – 275 358 3; Released: 2010
- Mariusz Smolij / Sinfonia Varsovia – Gershwin, Copland, Bernstein CD Accord ACD 119–2 rok:2002
- Nigel Kennedy – Polish Spirit EMI CLASSICS  0094637993422 rok:2007